# Moita (Tanzania)
Moita è una circoscrizione rurale (rural ward) della Tanzania situata nel distretto di Monduli, regione di Arusha. Conta una popolazione di 11 340 abitanti (censimento 2012).